# Лысенко, Владимир Владимирович
 Влади́мир Влади́мирович Лы́сенко  (укр. Володимир Володимирович Лисенко; род. 20 апреля 1988, Киев) — украинский футболист, нападающий клуба «Штурм» (Иванков). Был игроком юношеских сборных Украины до 17 и до 19 лет, а также молодёжной сборной.

## Биография
В 9-летнем возрасте начал обучение в детско-юношеской школе киевского ЦСКА под руководством тренера Юрия Гордиенко. В 2003 году перешёл в академию киевского «Динамо». В 2005 году начал выступления за «Динамо-2» в Первой лиге, в составе которого в общей сложности сыграл 51 матч и забил 11 голов. В Высшей лиге чемпионата Украины в основном составе «Динамо» дебютировал 17 июня 2007 года, отыграв весь матч против киевского «Арсенала» (1:0). В связи с высокой конкуренцией на позиции форварда не смог закрепиться в динамовской «основе» и в начале 2008 года был отдан в аренду в «Арсенал», в составе которого провёл полтора сезона. Являлся игроком основного состава, всего за «Арсенал» сыграл 31 матч в чемпионате Украины, в которых забил 7 мячей.
В начале сезона 2009/10 Лысенко вернулся в «Динамо», однако провёл только одну игру в дубле, и после непростых переговоров отправился в харьковский «Металлист», который выкупил его контракт.
В январе 2014 года в статусе свободного агента перешёл в «Севастополь», за который сыграл 6 матчей.
Летом 2014 года перешёл в донецкий «Олимпик». 4 января 2017 года было официально объявлено, что Лысенко покинул «Олимпик». 10 февраля 2017 года подписал контракт с черниговской «Десной».

### Карьера в сборной
С 15-летнего возраста вызывался в юношескую сборную Украины до 17 лет. В 2005—2007 годах являлся игроком сборной до 19 лет. Всего в составе юношеских сборных сыграл 50 матчей, в которых забил 15 мячей. С 2007 по 2011 годы выступал за молодёжную сборную Украины, в составе которой принял участие в 23-х играх и забил 4 мяча.

## Достижения
«Динамо»
- Чемпион Украины: 2006/07
- Обладатель Суперкубка Украины: 2007

«Металлист»
- Бронзовый призёр чемпионата Украины: 2009/10

«Десна»
- Серебряный призёр Первой лиги: 2016/17.